# کوه کالورات
کوه کالورات (به لاتین: Mount Kalourat) یک کوه در جزایر سلیمان است که در Malaita Island, Solomon Islands واقع شده‌است. کوه کالورات ۱٬۳۰۳ متر بالاتر از سطح دریا واقع شده‌است.